# Gens Bantia
La gens Bantia fue una familia romana durante la época de la República. Se conoce principalmente por un solo miembro, Lucio Bantio. Era un nativo de Nola en Campania, y sirvió en el ejército romano en la batalla de Cannas en 216 a. C. Bantius fue herido y capturado por Aníbal, pero fue tratado con amabilidad y puesto en libertad. Luego esperaba convencer a su ciudad para que se rindiera, pero Marco Claudio Marcelo, el comandante romano, lo disuadió de esta acción.